# Elban
Elban (en rus: Эльбан) és un poble (un possiólok) del krai de Khabàrovsk, a Rússia, que el 2019 tenia 11.015 habitants.